# فی کامپتن
فِی کامپتن (انگلیسی: Fay Compton؛ ۱۸ سپتامبر ۱۸۹۴ – ۱۲ دسامبر ۱۹۷۸) هنرپیشه اهل انگلستان بود.

## گزیدهٔ نقش‌آفرینی‌ها
از فیلم‌ها یا برنامه‌های تلویزیونی که وی در آن نقش داشته‌است می‌توان به آثار زیر اشاره کرد.
- پایان خوش (فیلم ۱۹۲۵) (۱۹۲۵)
- رابینسون کروزوئه (فیلم ۱۹۲۷) (۱۹۲۷)
- صفر (فیلم ۱۹۲۸) (۱۹۲۸)
- والس‌هایی از وین (۱۹۳۴)
- نخست‌وزیر (فیلم) (۱۹۴۱)
- مرد ناجور (۱۹۴۷)
- نیکلاس نیکلبی (فیلم ۱۹۴۷) (۱۹۴۷)
- باج‌گیری (فیلم ۱۹۵۱) (۱۹۵۱)
- خنده در بهشت (۱۹۵۱)
- اتلو (فیلم ۱۹۵۲) (۱۹۵۲)
- در چنگ ارواح (۱۹۶۳)
- دامبی و پسر (۱۹۶۹)
- باکره و کولی (فیلم) (۱۹۷۰)